# Gisele de Oliveira
Gisele Lima de Oliveira (Porto Alegre, 1 de agosto de 1980) é uma atleta brasileira da modalidade de salto triplo.
Gisele começou no atletismo na Sogipa, em Porto Alegre, onde era orientada por José Haroldo Loureiro Gomes, o Arataca. Três anos depois, a saltadora se mudou para São Paulo, e passou a trabalhar com Nélio Moura, ao lado de Keila Costa e Maurren Maggi,  passando a integrar a equipe paulista da BM&FBOVESPA de atletismo.
A atleta é formada em comércio exterior, que cursou na Universidade Clemson, na Carolina do Sul.
Competiu nos Jogos Olímpicos de 2008 em Pequim, na China, quando terminou na 23ª colocação e não avançou à final. Participou do Campeonato Mundial de Atletismo de 2009.